# Łukowski
Łukowski là một huyện thuộc tỉnh Lubelskie của Ba Lan. Huyện có diện tích 1394 km². Đến ngày 1 tháng 1 năm 2011, dân số của huyện là 107773 người và mật độ 77 người/km².